# Alenuihaha Channel
Der Alenuihaha Channel ist die Meerenge im Pazifischen Ozean zwischen den zu den Vereinigten Staaten von Amerika gehörenden Inseln Hawaii und Maui. Der Alenuihaha Channel verengt sich zwischen den beiden Inseln auf bis zu 26 Seemeilen zwischen den Vulkanen Haleakalā (3055 m) auf Maui und Mauna Kea (4205 m) auf Hawaii. Die Meerenge gilt wegen heftiger Windstärken und hohen Wellengangs als schwieriges Seefahrtsgebiet. Die Böen erreichen die bis zu fünffache Windgeschwindigkeit als in den benachbarten Seegebieten. Nach Aussage von einheimischen Seeleuten werden die aktuellen Windstärken und Wellengänge durch die Wettervorhersagen häufig untertrieben. Der Name der Meerenge ʻAlenuihāhā stammt aus der Hawaiischen Sprache und bedeutet große zertrümmernde Wellen.